# Official Charts Company
La Official Charts Company (OCC), también conocida como Official Charts y anteriormente Chart Information Network (CIN) y The Official UK Charts Company, es una compañía encargada de la elaboración de las listas de popularidad oficiales de fonogramas y videogramas en el Reino Unido, las grabaciones se califican en distintas categorías: sencillos, álbumes, DVD, descargas digitales, vídeos musicales, etc. Asimismo como subcategorías se toma en cuenta el género musical, todas las listas de la OCC se publican semanalmente los días domingo, las ventas de las listas se basan en la semana anterior a su publicación contando de domingo a sábado. La OCC cubre el 99 % de sencillos y el 95 % de álbumes en el mercado. Actualmente la OCC es poseída y operada por la British Phonographic Industry y la British Association of Record Dealers.

## Historia
La primera lista de popularidad de sencillos en Reino Unido fue publicada por el semanario musical New Musical Express (NME) el 14 de noviembre de 1952. Percy Dickins, fundador de NME, recopiló los resultados mediante consultas telefónicas a algunas tiendas musicales, el primer número uno fue ocupado por la canción de Al Martino, "Here In My Heart". Dicha lista de popularidad se extendió hasta llegar a calificar los 20 principales sencillos en octubre de 1954; sin embargo, el 30 de diciembre de 1955 calificó 25 sencillos aunque solo fue por esa semana. Después NME extendió la lista a 30 principales.
El 8 de noviembre de 1958 aparece la primera lista de ventas de álbumes siendo la banda sonora de The South Pacific el primer número uno de dicha lista por sus altas ventas. Desde el 10 de marzo de 1960 fue la revista Record Retailer (más tarde llamada Music Week) la encargada de recopilar la información de la lista. Sin embargo, NME siguió publicando su propia lista de popularidad. El 3 de enero de 1960 la lista de popularidad, que en ese entonces calificaba 50 sencillo pasa a ser independiente.
Asimismo se presenta el programa Top of the Pops cuya primera transmisión fue el miércoles 1 de enero de 1964 a las 6:35 p. m. presentado por Jimmy Savile. El programa fue abierto por The Rolling Stones quienes estaban en la posición 13 con "I Wanna Be Your Man"; The Beatles tenían seis canciones en el top 20 y ocupaban el número 1 con "I Want to Hold Your Hand". El 13 de febrero de 1969 British Market Research Bureau (BMRB) comenzó a recolectar la información de ventas de 250 tiendas musicales en nombre de BBC y la revista Record Retailer y produjo la primera lista industrial. Más adelante las ventas fueron consultadas y publicadas por BMRB.
La primera edición del Libro Guinness de sencillo exitosos fue publicado en 1977 para coincidir con los 25 años de la fundación de las listas de popularidad y en mayo de 1978 la lista se expande a 75 principales. La organización de conteo Gallup que sustituyó a BMRB en enero de 1983 y mostró la primera lista automatizada y confiable, así pues la lista se extiende a 100 principales. En febrero de 1994 la compañía Millward Brown remplaza a Gallup, la cual comenzó a usar un sistema de puntos electrónicos de ventas.
El 1 de julio de 1998 la Music Information Chart Services Ltd (posteriormente Chart Information Network, CIN) toma la posesión de las listas de popularidad, la CIN conformada por las asociaciones BARD y BPI cambía su denominación a The Official UK Charts Company el 1 de octubre de 2002, conformando la actual compañía.

## Listas de popularidad
A continuación se muestran las listas de popularidad publicadas por la OCC:
| Listas musicales - Official UK Artist Albums - Official UK Singles - Official UK Compilation Albums - Official UK Combined Albums | Listas por género musical - Official UK R&B Singles - Official UK R&B Albums - Official UK Dance Singles - Official UK Dance Albums - Official UK Rock Singles - Official UK Rock Albums - Official UK Independent Singles - Official UK Independent Albums - Official UK Country Artist Albums - Official UK Country Artist Compilation Albums - Official UK Jazz Albums - Official UK Blues Albums - Official UK Classical Artist Albums - Official UK Classical Compilation Albums - Official UK Combined Classical Albums - Official UK Soundtrack Albums - Official UK Spoken Word Albums | Listas de videogramas - Official UK DVD Chart - Official UK VHS Chart - Official UK Combined Video Chart - Official UK Children’s Video Chart - Official UK Film On Video Chart - Official UK Music Video Chart - Official UK TV On Video Chart - Official UK Sports/Fitness/Health Video Chart - Official UK Special Interest Video Chart |